# Canal RCN
Canal RCN (també conegut com a RCN Televisión o RCN) és un canal de televisió oberta colombià, pertanyent a l'Organización Ardila Lülle. Va ser fundada com a empresa productora de contingut televisiu el 23 de març de 1967 E va iniciar les seves emissions com a canal independent el 10 de juliol de 1998.
Controla cinc canals de televisió per subscripció: RCN Novelas, Win Sports, Win Sports+, RCN Nuestra Tele Internacional i NTN24, a més dos canals de televisió digital terrestre RCN HD i RCN HD2. El canal és propietat de l'Organització Ardila Lülle. A més, són propietaris de RCN Radio, les productores RCN Cinema, Vista Produccions, del diari La República i la companyia de doblatge Centauro Comunicacions.
El canal ha produït telenovel·les de fama internacional, com Café, con aroma de mujer, Yo soy Betty la fea, Hasta que la plata nos separe, El último matrimonio feliz i Doña Bella, entre altres produccions. A més, també ha produït i coproduït sèries de televisió com El capo, A corazón abierto, La viuda de la mafia y Rosario Tijeras.
El canal és membre de l'Organització de Telecomunicacions d'Iberoamèrica (OTI), del Consorci de Canals Nacionals Privats i d'Asomedios.